# Frogwares
Frogwares — частная компания, специализирующаяся на разработке компьютерных игр. Размещается в Киеве, Украина.

## История компании

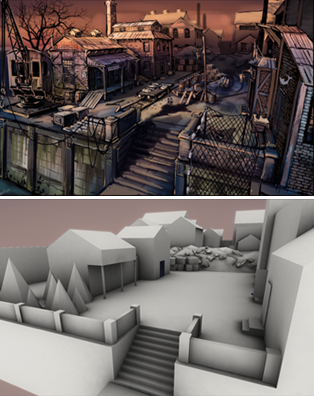
Набросок и 3D-модель из The Testament of Sherlock Holmes.

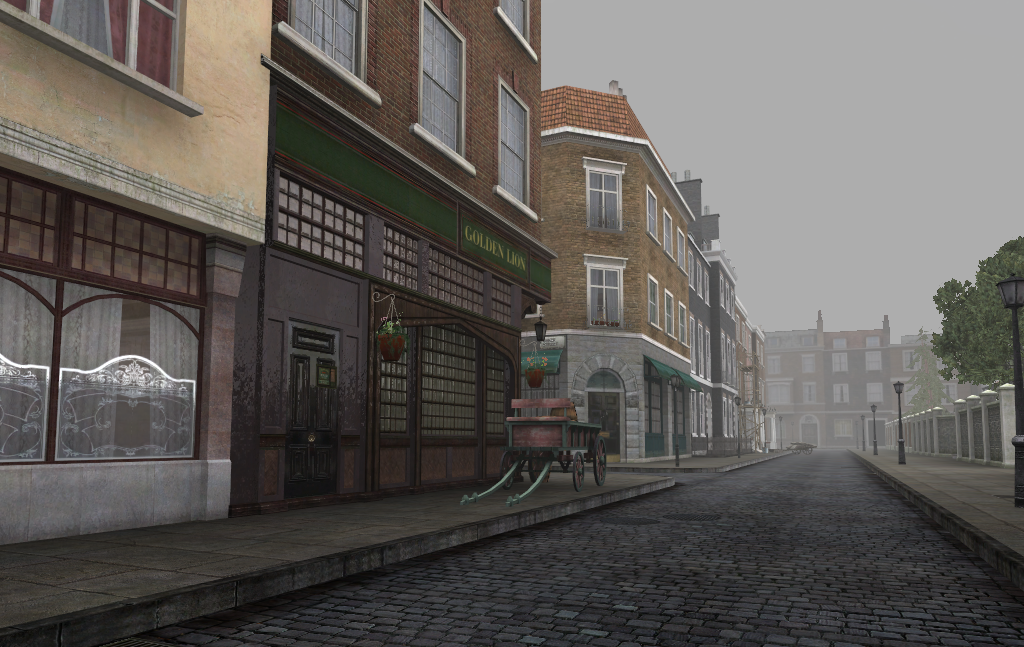
Улица в Sherlock Holmes: The Awakened.

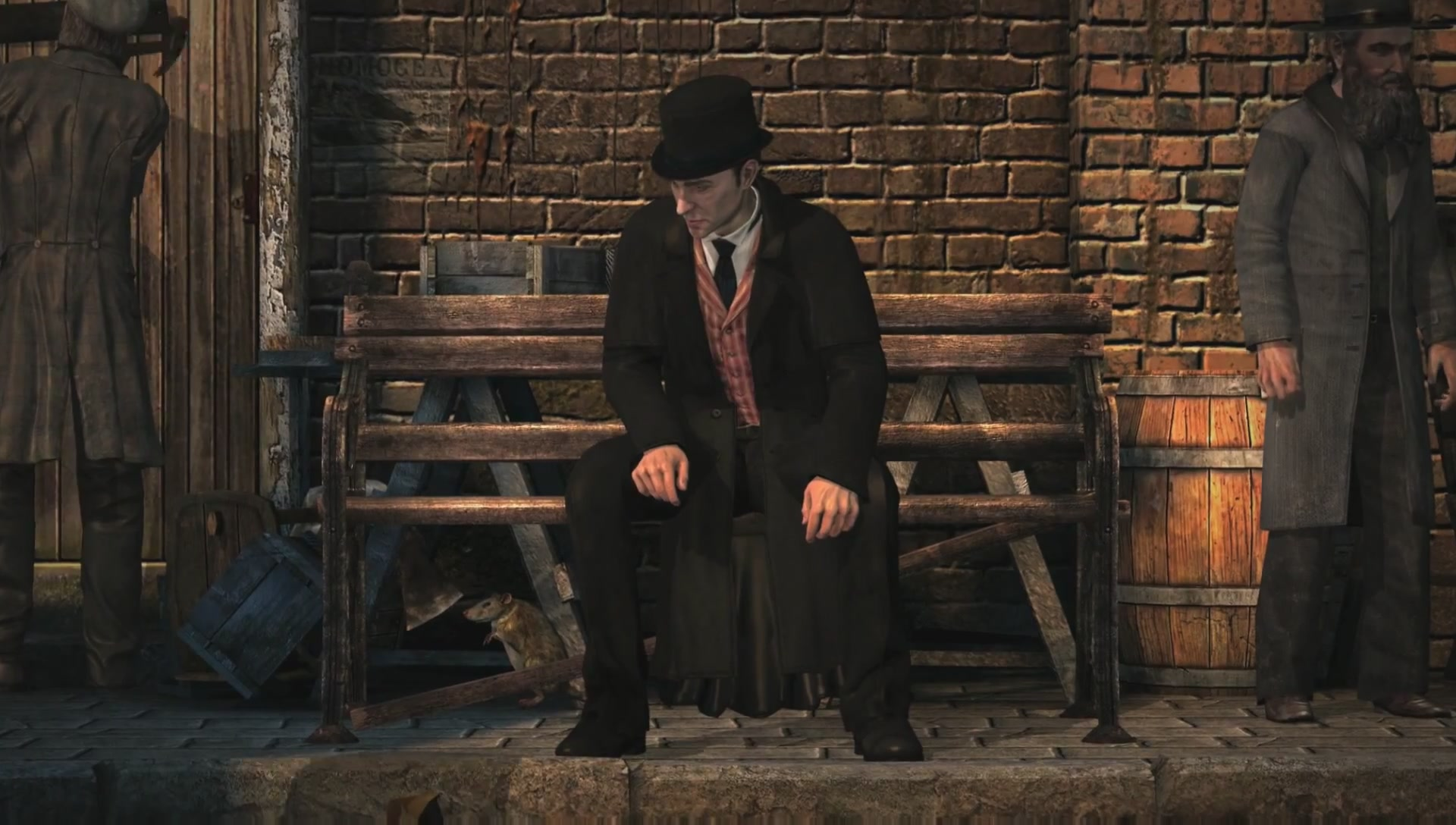
Шерлок Холмс в The Testament of Sherlock Holmes.

### Ранний период
Frogwares основана Ваэлем Амром (фр. Waël Amr) и Паскалем Энсена (фр. Pascal Ensenat) в Ирландии. Осенью 2000 года открыто отделение в Киеве, которое позже стало главным офисом компании. Изначально Frogwares занималась веб-дизайном и созданием интернет-магазинов. Позже было принято решение переквалифицироваться в студию по разработке игр, и уже в 2002 году вышел первый игровой проект — Sherlock Holmes: Mystery of the Mummy (русское название — «Шерлок Холмс: Пять египетских статуэток»). Игра построена в стиле рисованного квеста с панорамным обзором и использует сторонний движок Phoenix VR. Спустя годы она была перенесена на другие платформы, в том числе iOS. В то время в разработке также находилась стратегия на «римскую» тематику Delenda и неанонсированный шутер от первого лица, однако вскоре они были отменены.
После выхода «Пять египетских статуэток», компания начала работу над собственным движком, который стал основой следующего квеста, выполненного в «классическом» стиле (трёхмерные модели на фоне нарисованных вручную бэкграундов) — игры Journey to the Center of the Earth (рус. «Путешествие к центру земли») 2003 года, сюжет которой базируется на произведении Жюля Верна.
В 2004 году выпущена вторая игра в серии «Приключения Шерлока Холмса» — Sherlock Holmes: Secret of the Silver Earring (рус. «Загадка серебряной серёжки»).
В 2005 году Frogwares выпустила игру 80 Days, которая представляет собой приключенческую игру с открытым миром, идея которой основана на романе «Вокруг света за 80 дней» Жюля Верна, однако сюжет, хотя и отталкивается от книги и содержит отсылки к ней, является полностью самостоятельным. Игра ведется молодым путешественником Оливером Лавишхартом, который, по поручению своего дядюшки, и чтобы избежать навязываемой родителями женитьбы, пускается в поездку вокруг света.
В феврале 2007 года выходит новая игра о Шерлоке Холмсе — трехмерный квест Sherlock Holmes: The Awakened (в России издан как «Шерлок Холмс: Секрет Ктулху»). Сюжет, связанный с мистической историей о Ктулху, втягивает Шерлока Холмса в расследование, связанное, на первый взгляд, с простым случаем — исчезновением слуги соседа Холмса. В техническом отношении в этой игре продолжается развитие нового движка, впервые дебютировавшего в 80 Days; меняется механика игры, а обзор теперь ведется от первого лица.
В октябре 2007 года выходит ещё одна полноценная часть серии, Sherlock Holmes versus Arsène Lupin (рус. «Шерлок Холмс против Арсена Люпена»), в которой авторы вновь совместили две разные книжные истории; если в «Ктулху» столкнулись миры Лавкрафта и Конан Дойла, то в этой игре появился новый персонаж — Арсен Люпен, из романов Мориса Леблана, а в центре истории — интеллектуальный поединок двух гениев.
В 2008 году состоялся выход мистического квеста Dracula: Origin, сюжет которого связан с романом «Дракула». В том же году выпустила казуальные игры Mata Hari and the Kaiser’s Submarines (рус. Мата Хари и субмарины Кайзера) и The Mystery of the Persian Carpet (рус. «Шерлок Холмс: Загадка персидского ковра»). Осенью того же года выходит переиздание Sherlock Holmes: The Awakened с подзаголовком Remastered Edition (в России издано как «Шерлок Холмс и секрет Ктулху. Золотое издание»): была улучшена графика, добавлена система подсказок, а также вид от третьего лица, как в классических квестах.
В 2009 год состоялся релиз Sherlock Holmes versus Jack the Ripper (рус. «Шерлок Холмс против Джека-потрошителя»), в центре сюжета которой — цепочка жестоких преступлений, совершаемая в районе Уайтчепел убийцей по кличке Джек-потрошитель. Холмсу предстоит установить истину об убийце, держащем весь Лондон в страхе. Также в 2009 году состоялся цифровой релиз казуальной Department 42: The Mystery of the Nine, запуск онлайновой стратегии World of Battles (в 2011 году получившей дополнение Morningstar; была закрыта в 2012) и портируется на Wii и Nintendo DS самая первая игра, Mystery of the Mummy.
В 2010 году выходит переиздание Sherlock Holmes versus Arsène Lupin с подзаголовком Remastered Edition, с улучшенной графикой и некоторыми нововведениями в игровом процессе, и казуальная Sherlock Holmes: The Hound of the Baskervilles.
Спустя год выходит один казуальный квест, Sherlock Holmes and The Mystery of Osborne House — выход состоялся на Nintendo DS и, позже, на устройствах с iOS, а также казуальная Dracula: Love Kills, продолжение Dracula: Origin. Команда, занимающаяся казуальными играми, начинает работать под брендом Waterlily Games. Тогда же портируется на Wii Secret of the Silver Earring.

### Современный период
В сентябре 2012 года вышла новая игра основной серии — The Testament of Sherlock Holmes (рус. «Последняя воля Шерлока Холмса»), ставшая шестой в серии о Холмсе. Позднее в том же году вышли казуальные Sherlock Holmes and the Mystery of the Frozen City (Nintendo DS) и Journey: The Heart of Gaia (ПК).
В 2013 году году состоялся выход экшен-головоломки Magrunner: Dark Pulse. Игра, в очередной раз, была вдохновлена «мифами Ктулху», однако смешанными с научно-фантастическим антуражем, вдохновленном Portal и Portal 2. В том же году The Awakened и Dracula: Love Kills портированы на iOS (по состоянию на 2023 недоступны к покупке).
В 2014 году вышла Sherlock Holmes: Crimes & Punishments (рус. «Шерлок Холмс: Преступления и наказания»). Седьмая основная игра предлагает сразу несколько дел Шерлока Холмса, кроме того, в очередной меняется внешний облик главных персонажей, а также в целом структура игры. Выход состоялся на ПК, Xbox 360, PlayStation 3, а также на новом, на тот момент, поколении консолей — PlayStation 4 и Xbox One.
В марте 2015 года представлена The Sinking City (рус. «Тонущий город»). История разработки начинается несколькими годами ранее: в 2013 году Frogwares анонсирует, что их новая игра называется Call of Cthulhu, сюжет будет напрямую связан с так называемыми «мифами Ктулху». Долгое время о разработке не поступало никаких данных. В декабре 2015 на странице компании в Facebook было опубликовано несколько изображений из игры, подтверждающих, что она все ещё находится в разработке, однако в начале 2016 стало известно о том, что издатель Focus Home Interactive передал эту игру другой компании — Cyanide Studio. В итоге игра Cyanide Studio вышла в 2018 году под названием Call of Cthulhu, а Frogwares было решено доделать свою версию Call of Cthulhu под новым названием The Sinking City, анонсировав её заново. Конечный релиз состоялся в 2019 году.
В октябре 2015 года была анонсирована новая игра о Шерлоке Холмсе — Sherlock Holmes: The Devil's Daughter, её релиз состоялся в начале июня 2016 года.
В 2021 году состоялся релиз приквела, предыстории серии игр о Шерлоке Холмсе — Sherlock Holmes: Chapter One, а в 2023 году вышла Sherlock Holmes: The Awakened, ремейк игры 2007 года, сюжет которой переделан так, чтобы продолжать, в то же время, Chapter One.

## Разработанные игры

### The Adventures of Sherlock Holmes
Основные игры серии «Приключения Шерлока Холмса»:
- 2002 — Sherlock Holmes: Mystery of the Mummy (ПК, 2009 — переиздана на Wii, Nintendo DS, 2012 — переиздана на iOS)
- 2004 — Sherlock Holmes: Secret of the Silver Earring (ПК, мобильные телефоны, 2011 — переиздана на Wii)
- 2007 — Sherlock Holmes: The Awakened (ПК, 2013 — переиздана на iOS)
  - 2008 — Sherlock Holmes: The Awakened Remastered Edition (ПК) (переиздание с улучшенной графикой и некоторыми другими нюансами)
- 2007 — Sherlock Holmes versus Arsène Lupin (ПК)
  - 2010 — Sherlock Holmes versus Arsène Lupin Remastered Edition (ПК) (переиздание с улучшенной графикой и некоторыми другими нюансами)
- 2009 — Sherlock Holmes versus Jack the Ripper (ПК, Xbox 360; портирована компанией Spiders)
- 2012 — The Testament of Sherlock Holmes (ПК, Xbox 360, PS3, Nintendo Switch; портирована компанией Spiders)
- 2014 — Sherlock Holmes: Crimes & Punishments (ПК, Xbox 360, Xbox One, PS3, PS4, Nintendo Switch)
- 2016 — Sherlock Holmes: The Devil’s Daughter (ПК, Xbox One, PS4, Nintendo Switch)
- 2021 — Sherlock Holmes: Chapter One (ПК, Xbox One, Xbox Series X, PS4, PS5)
- 2023 — Sherlock Holmes: The Awakened[англ.] (ПК, Xbox One, Xbox Series X, PS4, PS5, Nintendo Switch)

### Отдельные игры
- 2003 — Journey to the Center of the Earth (ПК) (вместе с 80 Days относится к дилогии по мотивам произведений Жюля Верна)
- 2005 — 80 Days (ПК)
- 2008 — Dracula: Origin (ПК)
- 2009 — World of Battles (ПК)
- 2011 — World of Battles: Morningstar (в 2012 онлайн-игра была закрыта)
- 2013 — Magrunner: Dark Pulse (ПК, Xbox 360, PS3)
- 2019 — The Sinking City (ПК, Xbox One, PS4, Switch)
- 2025 — The Sinking City 2 (ПК, Xbox X/S, PS5)

### Казуальные игры
Некоторые казуальные игры были выпущены под маркой Waterlily Games и изданы Big Fish Games.
- 2008 — Adventures of Sherlock Holmes: The Mystery of the Persian Carpet (ПК, Mac)
- 2008 — Mata Hari and the Kaiser’s Submarines (ПК)
- 2009 — Department 42: The Mystery of the Nine (ПК)
- 2010 — Sherlock Holmes: The Hound of the Baskervilles (ПК)
- 2011 — Sherlock Holmes and The Mystery of Osborne House (Nintendo DS, iOS)
- 2011 — Dracula: Love Kills (ПК)
  - 2013 — Dracula: Love Kills Collector’s Edition HD (расширенное издание для iOS)
- 2012 — Sherlock Holmes and the Mystery of the Frozen City (Nintendo DS)
- 2012 — Journey: The Heart of Gaia (ПК)

### Игровые движки
Компанией было разработано два игровых движка. Один, двухмерный, применялся в нескольких квестах, в числе которых Journey to the Center of the Earth и Secret of the Silver Earring. Второй, с полностью трёхмерной графикой, применялся с 2005 по 2012 — в 80 Days и во всех последующих основных играх серии «Приключения Шерлока Холмса» (до Crimes & Punishments), постоянно подвергаясь улучшениям. Так, движок поддерживает работу с очень большими локациями, динамические, правильные тени, текстуры высокого разрешения, пост-эффекты и лицевую анимацию.
Однако, начиная с Crimes & Punishments, Frogwares переходит на лицензированный Unreal Engine третьей версии, а позднее и четвёртой. Разрабатывая The Sinking City, создает инструментарий City Generator для Unreal Engine 4, который предлагает другим разработчикам. Инструмент упрощает создание городских локаций: создателям игры нужно смоделировать ряд зданий и их частей, затем проложить сетку кварталов, и в дальнейшем генератор выстроит здания по заданной сетке, комбинируя элементы для разнообразия.